# Ryan O'Leary
Ryan O'Leary (Glasgow, 24 agosto 1987) è un ex calciatore scozzese con cittadinanza irlandese.

## Biografia
È figlio dell'ex calciatore irlandese Pierce O'Leary, oltre che nipote del suo fratello David.

## Caratteristiche tecniche
Ricopre il ruolo di difensore centrale.

## Palmarès

### Club

#### Competizioni nazionali
- Coppa di Lega scozzese: 1

Kilmarnock: 2011-2012